# Paulo Rogério Reis Silva
Paulo Rogério Reis más conocido en su país como Somália (São Paulo, Brasil, 10 de abril de 1984) es un futbolista brasilero que actualmente milita en el Botafogo de Río de Janeiro.

## Trayectoria
Somália comienza su carrera en clubes del estado de São Paulo, en el 2007 llega al Bragantino y se destaca por sus disparos y goles desde fuera del área penal. En el 2009 pasa al América de Natal. Llega al Botafogo en el 2010, inicialmente con un contrato hasta diciembre del mismo año. Gracias a una buena performance y al interés del club Fluminense en contratarlo, el Botafogo apura la compra de parte de los derechos federativos y económicos junto a un grupo de inversores, renovándosele el contrato por 5 años más.

## Clubes
| Club                          | País   | Año           |
| ----------------------------- | ------ | ------------- |
| Olímpia Futebol Clube         | Brasil | 2004          |
| Clube Atlético Taquaritinga   | Brasil | 2005          |
| Associação Atlética Francana  | Brasil | 2006          |
| Clube Atlético Bragantino     | Brasil | 2007-2009     |
| América Futebol Clube (RN)    | Brasil | 2009          |
| Botafogo de Futebol e Regatas | Brasil | 2010-presente |

## Palmarés

### Campeonatos estaduales
| Título          | Club                          | Estado         | Año  |
| --------------- | ----------------------------- | -------------- | ---- |
| Campeón carioca | Botafogo de Futebol e Regatas | Río de Janeiro | 2010 |

## Falso secuestro
El 5 de enero del 2011 Paulo Rogério Reis denuncia ser víctima de un secuestro exprés. Según su declaración estuvo secuestrado durante dos horas y media lo que le impidió presentarse al entrenamiento de su club. El 7 de enero del 2011 la policía anuncia que las imágenes de circuito cerrado de su edificio prueban que estuvo en su domicilio al momento del supuesto crimen. Además, según la policía, el jugador inventa el secuestro para no ser multado por no presentarse al entrenamiento.